# Gibbula euomphala
Gibbula euomphala is een uitgestorven slakkensoort uit de familie van de Trochidae. De wetenschappelijke naam van de soort is voor het eerst geldig gepubliceerd in 1836 door Philippi als Trochus euomphalus.